# Голишкіно
Голишкіно (рос. Голышкино) — село Клинського району Московської області, входить до складу міського поселення Високовськ.
Станом на 2010 рік населення становило 21 чоловік.